# 猪谷駅
猪谷駅（いのたにえき）は、富山県富山市猪谷字旦暮にある、西日本旅客鉄道（JR西日本）・東海旅客鉄道（JR東海）の高山本線の駅である。
JRの境界駅の1つであり、在来線に4駅存在するJR東海とJR西日本の境界駅の1つである。JR西日本の管理駅となっている。富山県唯一のJR東海の駅で、富山県最南端の駅。
かつては神岡鉄道神岡線も乗り入れていたが、2006年（平成18年）に廃線となった。

## 概要
1930年（昭和5年）の開設当初は鉄道省飛越線（現・高山本線）の駅であったが、高山本線全通で同線に編入された。1931年（昭和6年）に神岡までの交通機関として神岡軌道が駅前に乗り入れたが、1966年（昭和41年）に当駅を起点として開通した国鉄神岡線に代わった。この路線は、1984年（昭和59年）に第三セクター鉄道である神岡鉄道に移管された。
1987年（昭和62年）の国鉄分割民営化では、高山本線が当駅で分割継承され（当駅より北はJR西日本、南はJR東海）、当駅は両社の境界駅となった。駅管理・業務はJR西日本金沢支社が行っている（管理は北陸広域鉄道部）。その後、2006年（平成18年）に神岡鉄道神岡線は廃止され、再び高山本線単独駅となった。
高山本線は、当駅 - 富山駅間で日本貨物鉄道（JR貨物）が第二種事業者となっている。しかし当駅自体はJR貨物管轄では無い。

## 歴史
高山本線は、岐阜側から「高山線」として、富山側から「飛越線」としてそれぞれ建設され、猪谷 - 笹津間の路線は1927年（昭和2年）11月に、猪谷 - 打保間の路線は1928年（昭和3年）5月に決定された。笹津駅 - 猪谷駅間は1930年（昭和5年）11月27日に開業している。開業当初の駅員は駅長を含めて8名が充てられたと言うが、これは元来当駅開設が神岡鉱山物資搬入中継点として意図されたものであったからであると言う。それまで笹津駅まで乗入れていた神岡軌道は1931年（昭和6年）9月16日から直接当駅へ乗入れるようになり、1933年（昭和8年）以降は年間6万トンを超える貨物を取扱うようになった。時には10万トンを超える年もあったと言う。鉱山の移出品は当駅において高山本線の列車に組替えられ、その主たる品目は亜鉛板、粉末亜鉛鉱、濃硫酸、鉛、銅等であった。この神岡軌道乗入と共に、当駅周辺には多数の倉庫や社宅が建設されるようになったので、当駅駅前の道路は整備され商店が集積し、山間の猪谷は漸く殷賑を極めるようになった。
しかし、1966年（昭和41年）10月6日に国鉄神岡線が開通すると、それまで猪谷駅において組替えられていた神岡鉱山の貨物は直接国鉄によって輸送されることとなった。これによって高山本線において随一の貨物取扱量を持っていた猪谷駅の地位は低下し、神岡軌道の作業員や貨物組換を担当していた仲仕は姿を消して、多数の倉庫もやがて撤去されていった。その神岡鉱山の貨物輸送も2004年（平成16年）10月16日限りで終了し、神岡鉄道神岡線は2006年（平成18年）12月1日に廃止されるに至った。

### 年表
- 1930年（昭和5年）11月27日：鉄道省の駅として開設。旅客・貨物取扱開始[1][11]。旧仮名遣いでは駅名は「ゐのたに」[11][12]。
- 1931年（昭和6年）9月16日：神岡軌道の駅が開設[14]。
- 1966年（昭和41年）10月6日：国鉄神岡線が神岡駅（後の奥飛騨温泉口駅）まで開通[15]。
- 1967年（昭和42年）3月31日：神岡軌道（廃止時は三井金属鉱業が運営）全線廃止、同線猪谷駅も廃止[29]。
- 1969年（昭和44年）10月1日：営業範囲改正、手荷物及び小荷物配達取扱廃止[30]。
- 1971年（昭和46年）10月1日：営業範囲改正、貨物取扱廃止[12][31]。
- 1974年（昭和49年）10月1日：営業範囲改正、旅客・荷物を取扱う駅となる[32]。
- 1984年（昭和59年）
  - 2月1日：営業範囲改正、荷物扱い廃止[12][33]。
  - 10月1日：神岡線が国鉄から分離、神岡鉄道神岡線となる[34]。
  - 10月18日：営業範囲改正、神岡鉄道神岡線連絡車扱貨物取扱開始[35]。
- 1987年（昭和62年）
  - 3月31日：営業範囲改正、荷物（但し新聞紙に限る）扱い再開[36]。
  - 4月1日：国鉄分割民営化に伴い、高山本線の駅を西日本旅客鉄道（JR西日本）が継承[37]。
- 2004年（平成16年）10月22日：台風23号の災害に伴い。飛騨古川駅 - 当駅間が不通となる[38]。同区間（後に角川駅からに変更）がバス代行輸送となる[38]。
- 2006年（平成18年）12月1日：神岡鉄道神岡線廃止[7][10][29]。
- 2007年（平成19年）9月8日：角川駅 - 当駅間運行再開[39]。
- 2018年（平成30年）
  - 7月：平成30年7月豪雨（西日本豪雨）での災害に伴い、当駅 - 坂上駅間（当初は当駅 - 飛騨古川駅間）が不通[40]。
  - 7月12日：当駅を発着するバス代行輸送開始[41]。
  - 11月21日：当駅 - 坂上駅間運行再開[42][43][44]。

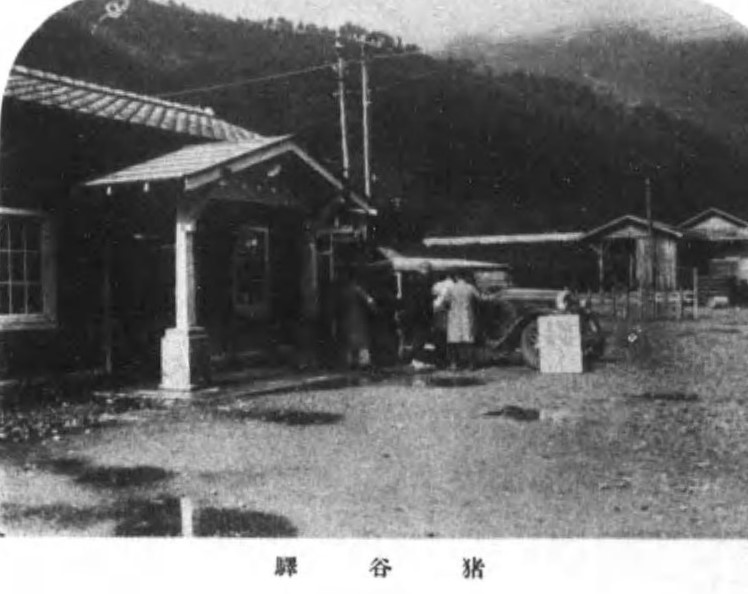
高山本線全通当時の猪谷駅
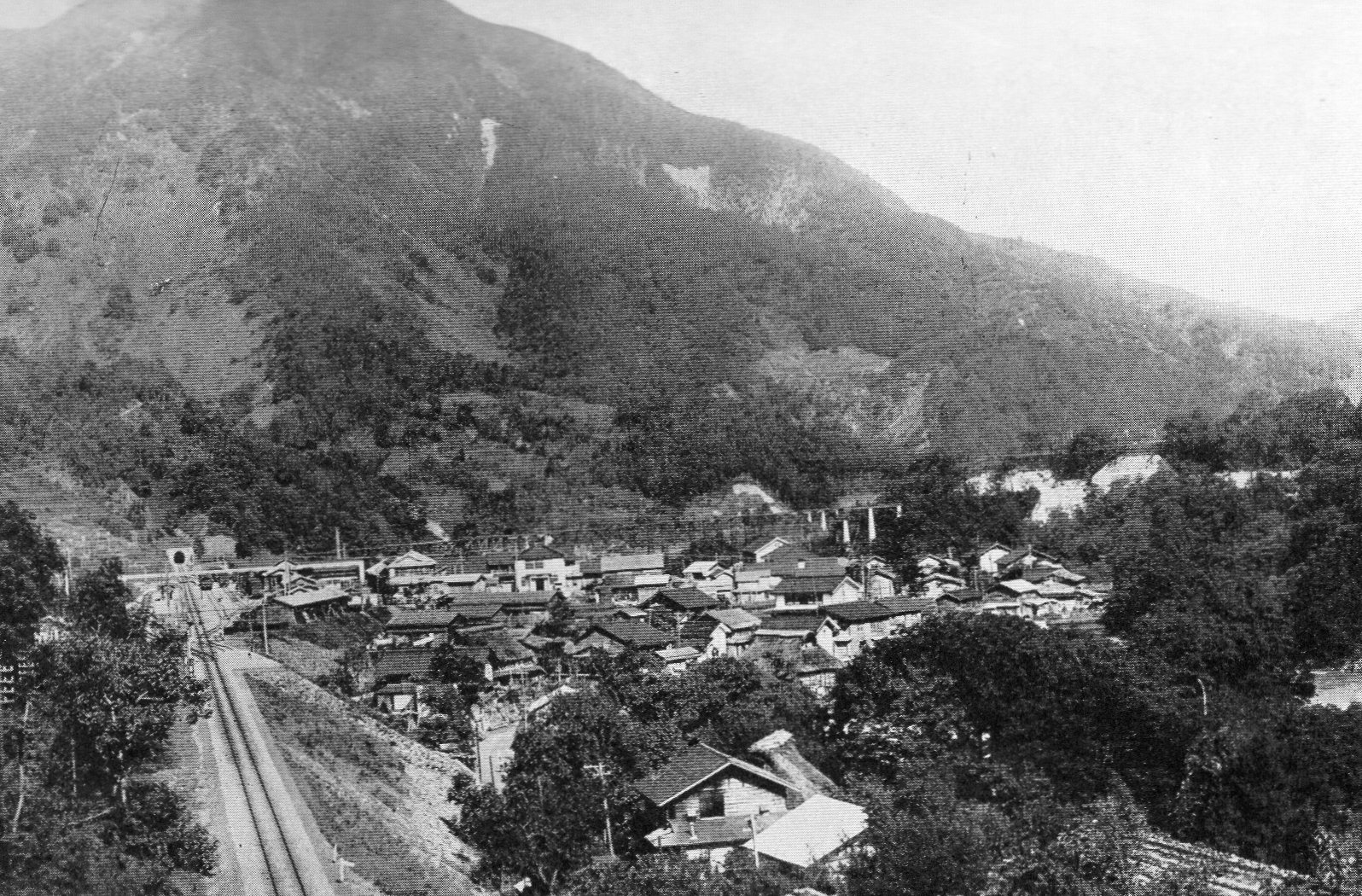
全通当時の猪谷駅周辺
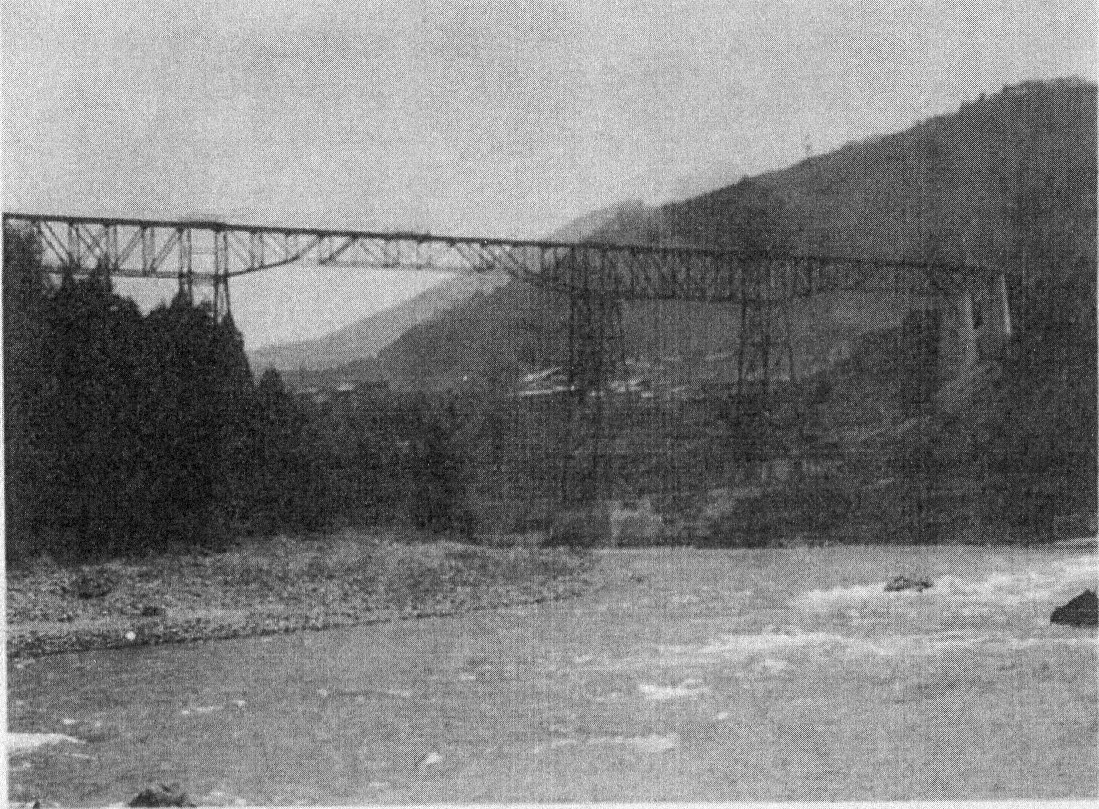
神岡軌道猪谷 - 東猪谷間の神通川横断橋（所在：婦負郡細入村猪谷）。撮影当時の軌道運営事業者は三井鉱山株式会社であった。
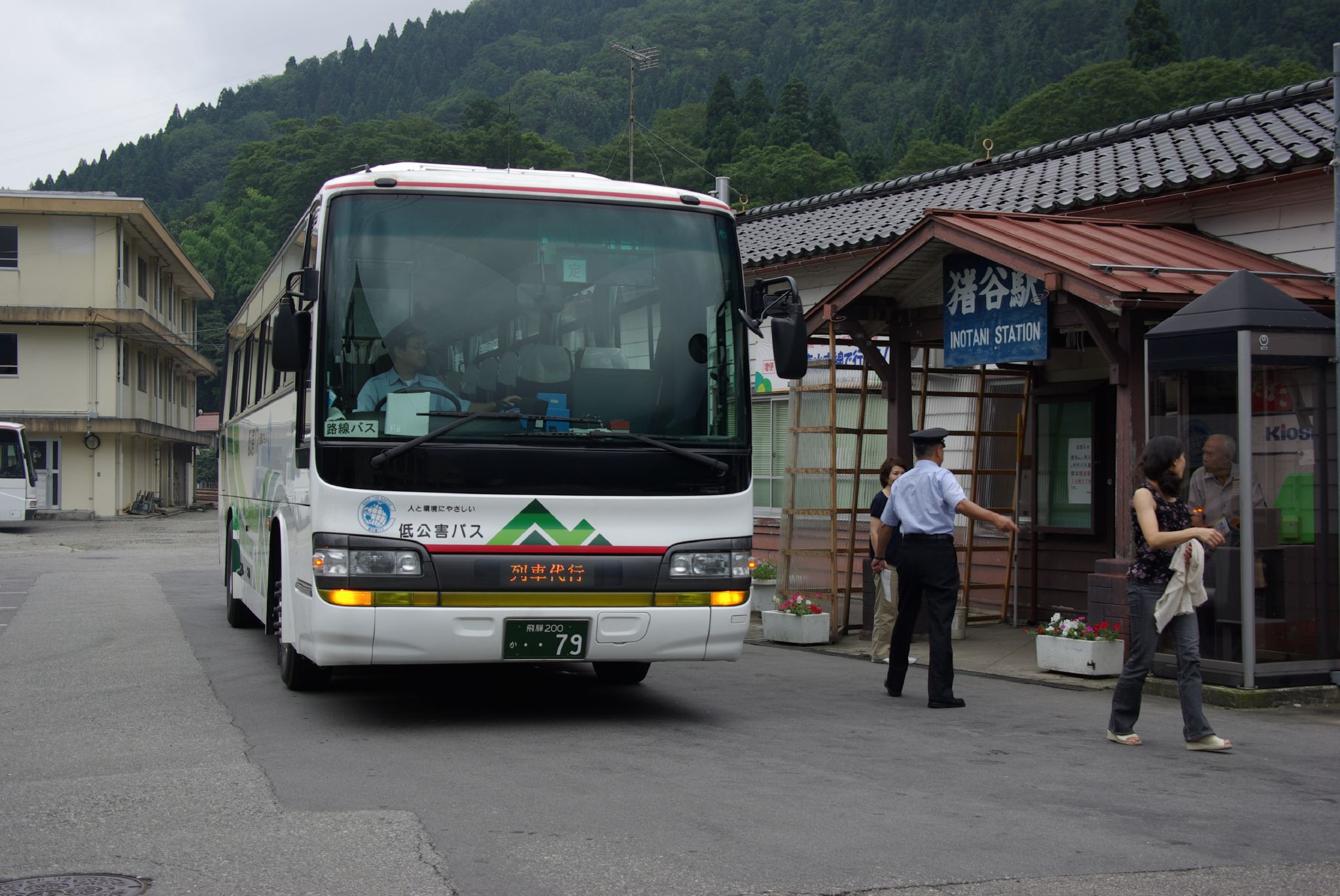
駅前に停車する列車代行バス

## 駅構造
地上駅であり、島式ホーム1面2線を有する。ホーム東側（駅舎側）が1番のりば、西側が2番のりばと称されている。かつては切欠きホームの3番線に神岡鉄道線の列車が発着していたが、現在は柵が設けられている。ホームと駅舎は構内踏切で連絡している。構内にはほかに貨物線および待避線を有している。
開業以来の木造駅舎内部には近距離用の自動券売機（特急「ひだ」号の自由席特急券〔富山～高山間〕も購入可）があり、キヨスク跡には自動販売機もある。西日本旅客鉄道に継承された後に無人駅となったが、駅舎は運輸関係職員の詰所となっている。西日本旅客鉄道北陸広域鉄道部の管理下である。JR旅客会社の境界駅としては、中小国駅と並び無人駅である。
特急列車は全列車が停車し、当駅において東海・西日本両社運転士および車掌の交替を行う。普通列車は両方向とも全列車が当駅で反対方向に折り返す。接続列車は同一ホームでの対面乗り換えのほか、一部列車は縦列停車を行う。停車する普通列車はワンマン運転であるが、ほとんどが全てのドアを開放する。駅係員は配置されていないが、普通列車の夜間滞泊が行われている。

### のりば
| のりば | 事業者   | 路線        | 方向 | 行先           |
| ------ | -------- | ----------- | ---- | -------------- |
| 1・2   | JR西日本 | ■ 高山本線  | 下り | 富山方面       |
| 1・2   | JR東海   | CG 高山本線 | 上り | 高山・下呂方面 |

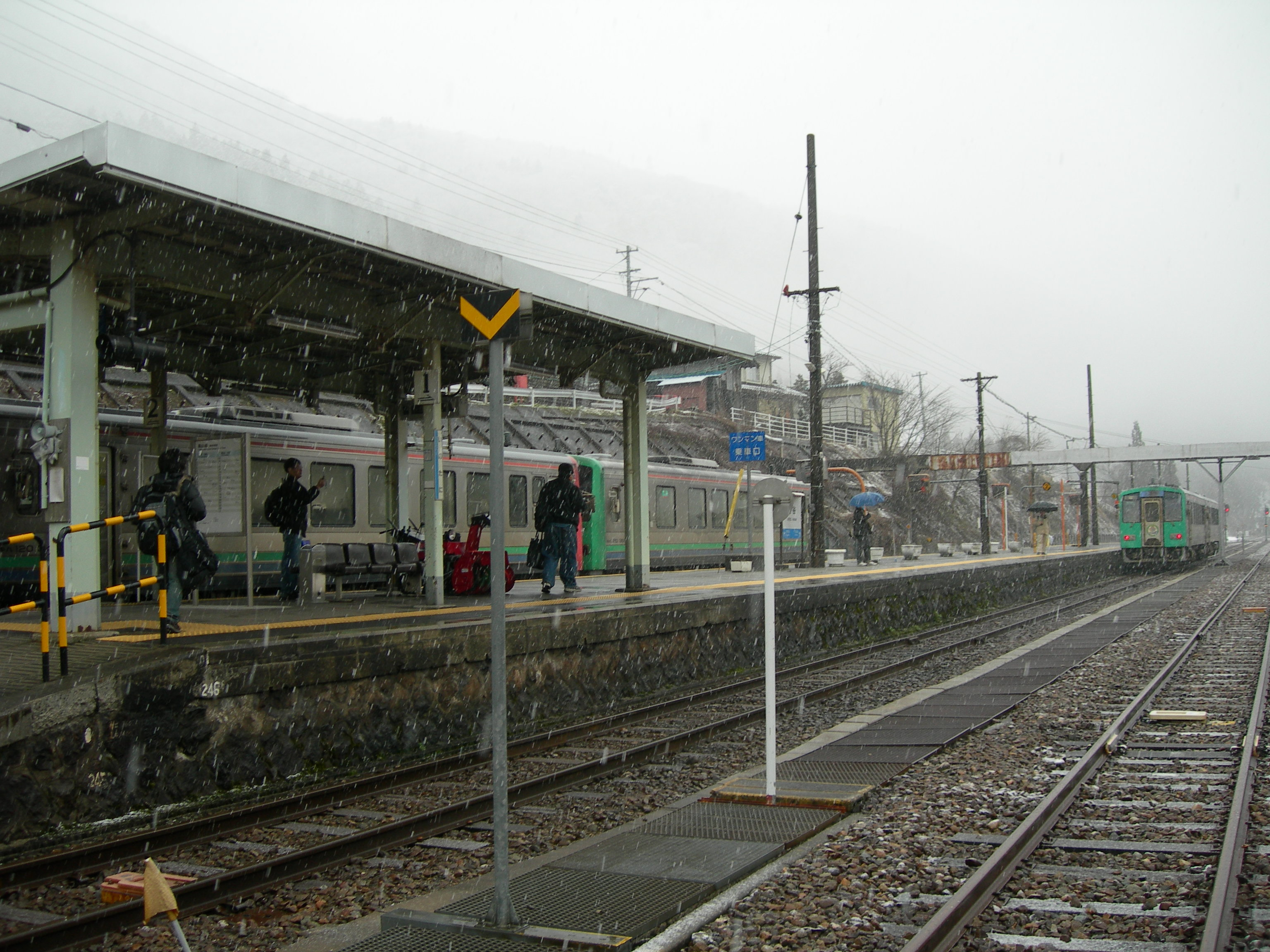
1番のりば
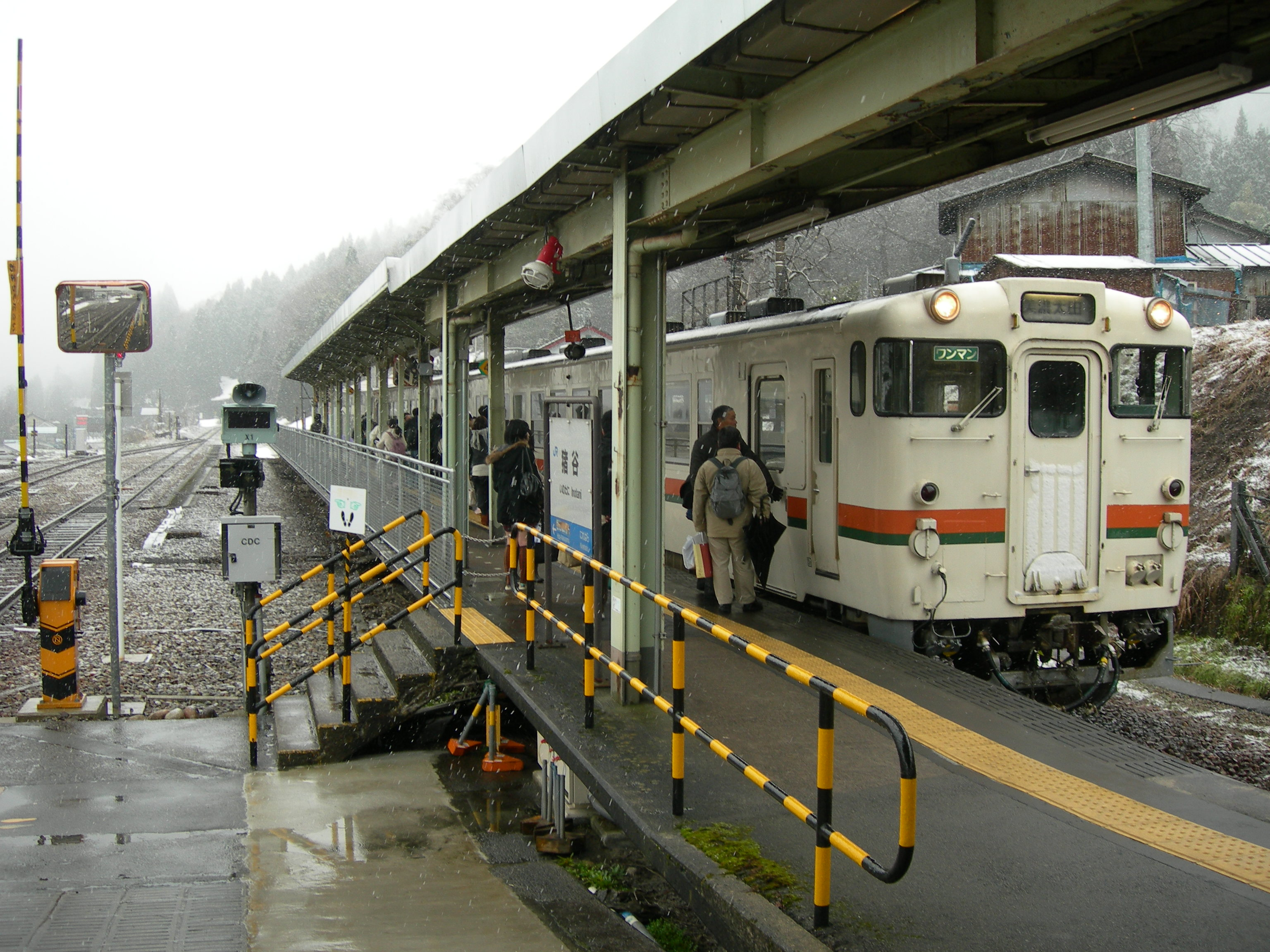
2番のりば 左側は神岡鉄道のホーム跡
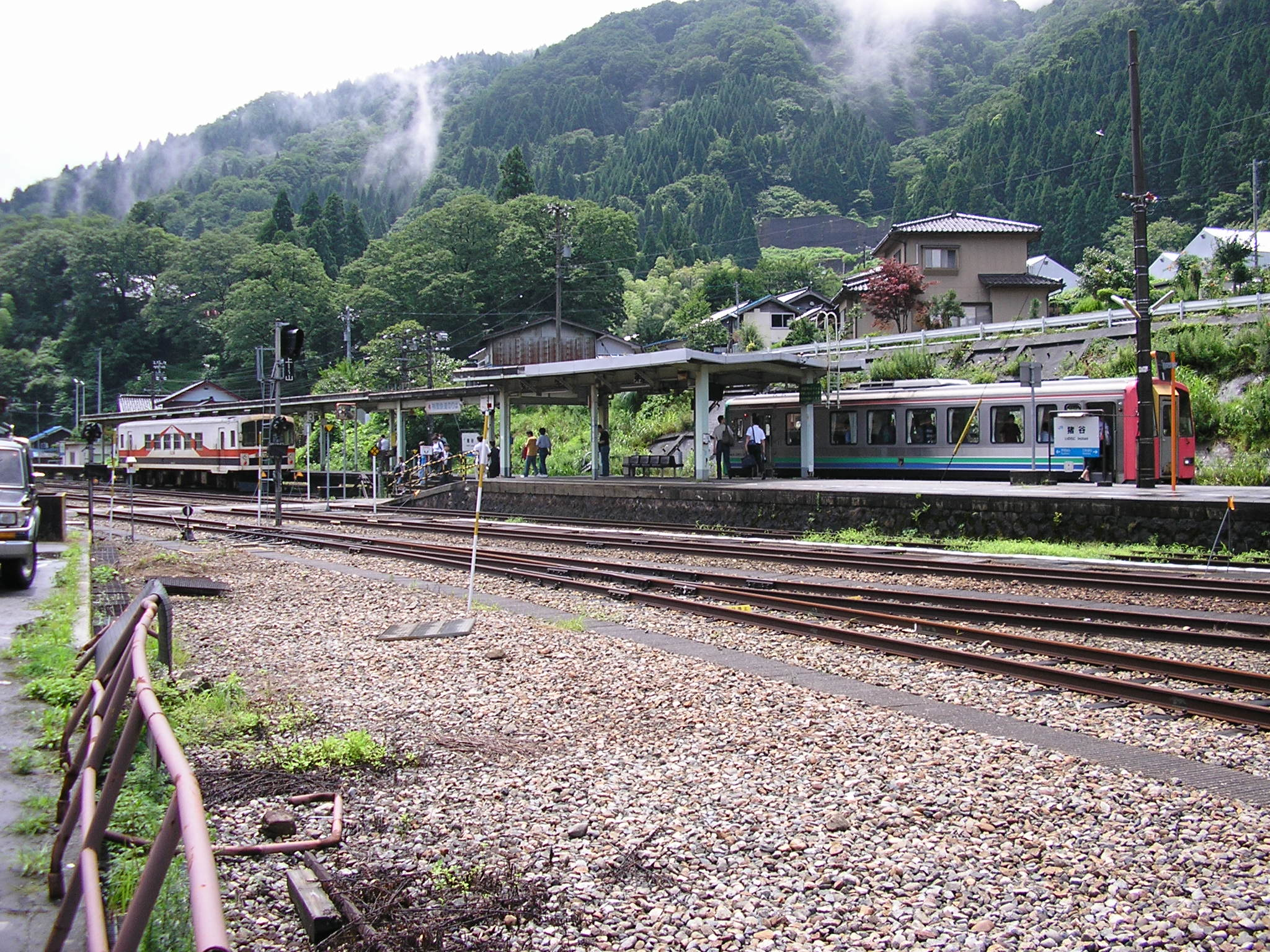
ホーム全景 （2006年7月）
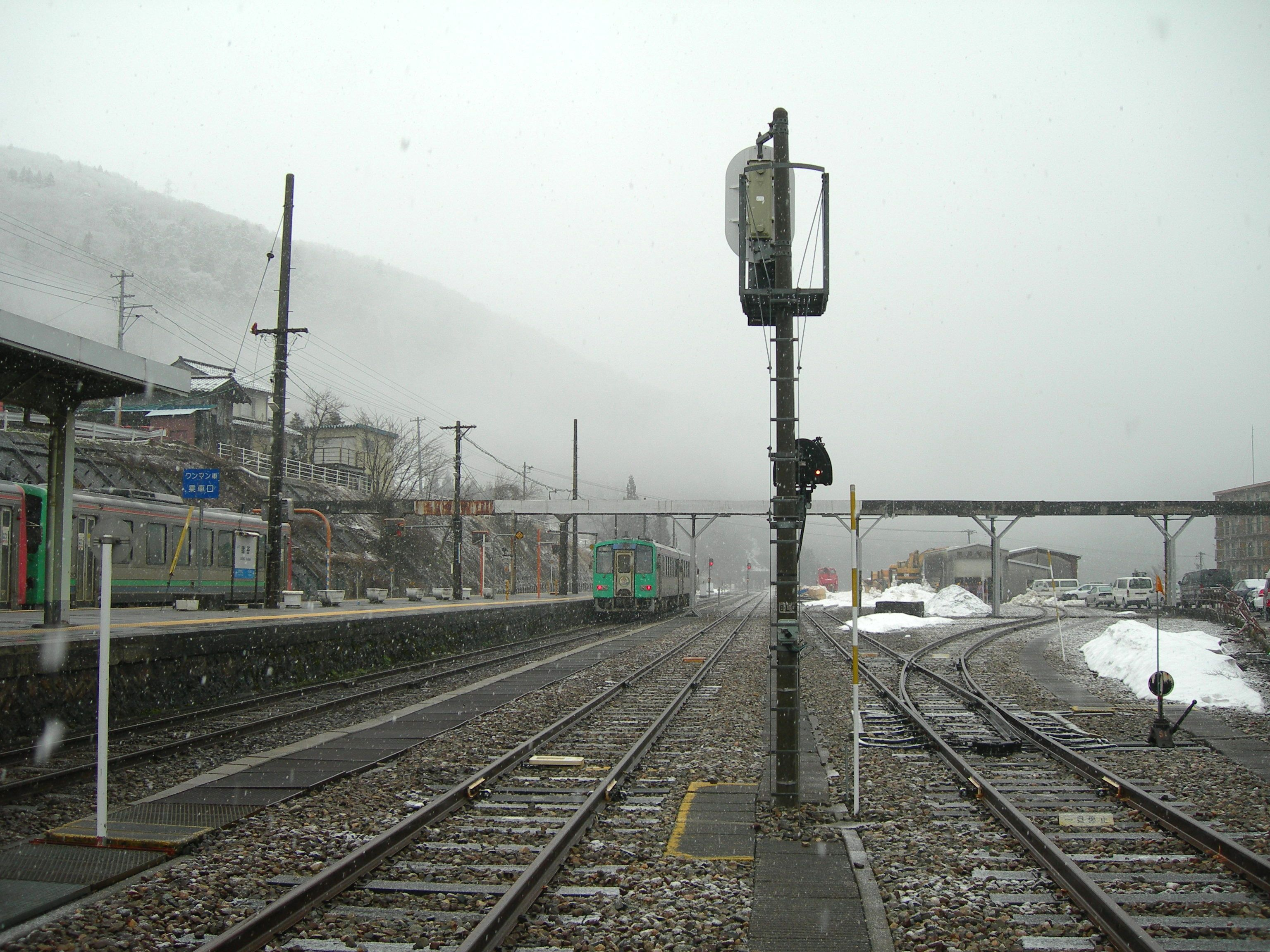
駅構内

## 貨物取扱

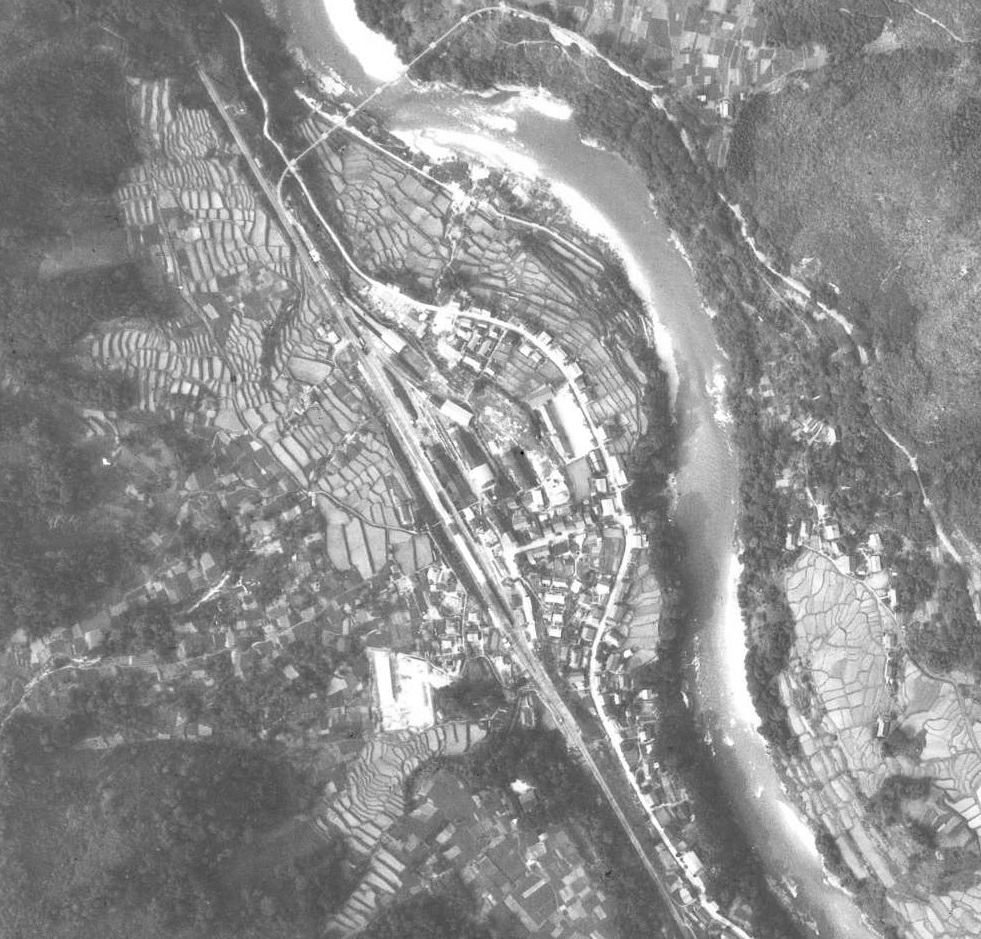
1948年（昭和23年）当時の猪谷駅周辺

当駅における貨物取扱は1971年（昭和46年）10月1日に一旦廃止されたが、その後1984年（昭和59年）10月18日に神岡鉄道神岡線連絡車扱貨物の取扱を開始した。しかし、1987年（昭和62年）4月1日の国鉄分割民営化の際に当駅は日本貨物鉄道の管轄下とならず、以降は旅客駅として営業している。
1951年（昭和26年）12月15日付『鉄道公報』第732号通報「専用線一覧について（営業局）」別表によると、当駅接続の専用線は次の通りであった。
- 神岡鉱山線（動力：手押、作業粁程：0.3粁）

1953年（昭和28年）10月10日付『鉄道公報』第1254号通報専用線一覧別表掲載中、当駅接続の専用線は次の通りであった。
- 三井金属鉱業線（動力：手押、作業粁程：0.3粁）
- 北陸電力線（第三者使用：日本通運、動力：日本通運借入機関車、作業粁程：0.3粁）

1970年（昭和45年）10月1日現在における当駅接続の専用線は以下の通りであった。
- 北陸電力線（通運事業者：日本通運、動力：国鉄機関車及び手押、作業粁程：0.3粁、総延長粁程：0.4粁）

## 利用状況
「富山県統計年鑑」と「富山市統計書」によると、近年の1日平均乗車人員の推移は以下の通り。
| 年度   | 1日平均 乗車人員 |
| ------ | ---------------- |
| 1995年 | 171              |
| 1996年 | 153              |
| 1997年 | 142              |
| 1998年 | 137              |
| 1999年 | 125              |
| 2000年 | 113              |
| 2001年 | 107              |
| 2002年 | 102              |
| 2003年 | 99               |
| 2004年 | 86               |
| 2005年 | 80               |
| 2006年 | 88               |
| 2007年 | 77               |
| 2008年 | 70               |
| 2009年 | 67               |
| 2010年 | 59               |
| 2011年 | 59               |
| 2012年 | 57               |
| 2013年 | 51               |
| 2014年 | 43               |
| 2015年 | 71               |
| 2016年 | 263              |
| 2017年 | 297              |
| 2018年 | 287              |
| 2019年 | 249              |
| 2020年 | 18               |
| 2021年 | 22               |
| 2022年 | 73               |
| 2023年 | 174              |

## 駅周辺
駅周辺は神通川（宮川）・高原川合流部近傍の峡谷（神通峡）沿いに位置する小集落となっている。特急停車駅であるが、駅前には郵便局と商店が点在するのみである。
- 細入郵便局[46]
- 富山市猪谷関所館（西猪谷関所跡）[3][52][53]
- 神通川
- 国道41号[52]
- 富山県道192号猪谷停車場線
- 富山県道188号東猪谷富山線
- 富山市細入南部地区センター

## バス路線
駅前の濃飛バス「猪谷駅」バス停、国道41号沿いの富山地鉄バス「猪谷」バス停がある。
- 濃飛バス：神岡・猪谷線
- 地鉄バス：[31]猪谷線

## 隣の駅
※特急「ひだ」は列車記事を参照。
西日本旅客鉄道（JR西日本）
■高山本線
猪谷駅 - 楡原駅
東海旅客鉄道（JR東海）
CG 高山本線
杉原駅 - 猪谷駅

### かつて存在した路線
神岡鉄道
神岡線
猪谷駅 - 飛騨中山駅